# Sleipnir (musikgrupp)
Sleipnir är en musikgrupp från Tyskland, med nationalsocialistiska sångtexter. Namnet Sleipnir kommer ifrån Odens åttafotade häst.
Bandet har gjort en del framträdanden runtom i Europa.
Vissa av bandets album är listade på Bundesprüfstelle für jugendgefährdende Mediens (BPjM) lista över media vars innehåll anses kunna ha skadlig påverkan på barn och unga personer. BPjM:s lista kan ses som ett register, ett index, över sådan media. I Tyskland kallas detta för Indizierung, "indexering".

## Diskografi

### Album
- 1996: Mein bester Kamerad (indexerad av BPjM 1998)
- 1996: Kriegsverbrechen
- 2000: Das Demo & Bonus
- 2002: Ein Teil von mir (indexerad av BPjM 2006)
- 2002: Wunderbare Jahre
- 2003: Mein Westfalen
- 2003: Mein Weg
- 2004: Exitus ...bis ganz Europa fällt
- 2005: Das Ende
- 2006: Auslese – 15 Jahre zwischen 6 & 12 Saiten Teil 1 (nyinspelade gamla låtar i balladstil)
- 2006: Tätervolk (bandprojekt under namnet Deadly Signs, tillsammans med musiker från bandet Kampfhandlung)
- 2007: Waisenkind (bandprojekt under namnet Raven, tillsammans med Freya)
- 2008: Ein Teil von mir & Bonus (ny upplaga)
- 2008: Alles gut für Deutschland?
- 2009: Die letzte Schlacht (bandprojekt under namnet Raven, tillsammans med Freya)
- 2010: Unverbesserlich

### Splitskivor
- 1999: Das rechte Wort (tillsammans med Patriot 19/8) (indexerade av BPjM 2004)
- 2003: German-Scottish Friendship (tillsammans med det skotska bandet Nemesis)
- 2005: Tribute to Freikorps (tillsammans med Division Germania och Macht & Ehre) (indexerade av BPjM 2009)
- 2010: Europäischer Traum (tillsammans med Sturmwehr)
- 2010: Egoist/Deutschland stirbt (version 2010) (tillsammans med bandprojektet Raven)